# Remigio Cantagallina
Remigio Cantagallina (n. 1582, Sansepolcro, Toscana, Italia – d. 1656, Florența, Marele Ducat de Toscana) a fost un gravor și pictor italian. Unul dintre desene sale mai cunoscute este Ultima cină, conservată în muzeul civic de artă din Sansepolcro. Remigio Cantagallina a fost conducător pentru omul de știință și naturalist din Arezzo, Francesco Redi.
1. 1 2  Remigio Cantagallina, Autoritatea BnF
2. ↑  Remigio Cantagallina, Artcyclopedia, accesat în 9 octombrie 2017
3. ↑  Remigio Cantagallina, SNAC, accesat în 9 octombrie 2017
4. 1 2  Remigio Cantagallina, AGORHA, accesat în 9 octombrie 2017
5. 1 2  Remigio Cantagallina, KulturNav, accesat în 9 octombrie 2017
6. 1 2  Remigio Cantagallina, Collectie Boijmans Online, accesat în 19 aprilie 2024
7. ↑  Remigio Cantagallina, The Nelson-Atkins Museum of Art, accesat în 9 octombrie 2017
8. ↑  Remigio Cantagallina, Catalogue of the Unione Romana Biblioteche Scientifiche